# Bürgermeisterei Winterscheid
Die Bürgermeisterei Winterscheid war eine von ursprünglich 29 preußischen Bürgermeistereien, in die sich der 1816 neu gebildete Kreis Prüm im Regierungsbezirk Trier verwaltungsmäßig gliederte. Von 1822 an gehörte sie zur Rheinprovinz. Der Verwaltung der Bürgermeisterei unterstanden vier Gemeinden. Der Verwaltungssitz war zunächst in Winterscheid, später in der heutigen Ortsgemeinde Bleialf im Eifelkreis Bitburg-Prüm in Rheinland-Pfalz.
Die Bürgermeisterei wurde 1927 in Amt Winterscheid umbenannt und 1933 aufgelöst.

## Gemeinden und zugehörige Ortschaften
Zur Bürgermeisterei Winterscheid gehörten folgende Gemeinden, Dörfer, Weiler und Wohnplätze (Einwohnerzahlen Stand 1885):
- Großlangenfeld (280 Einwohner) mit dem Wohnplatz Großlangenfeldermühle (7)
- Urb (93; seit 1971 Ortsteil von Winterspelt) mit dem Weiler Steinebrück (22)
- Winterscheid (507) mit dem Dorf Mützenich (134), dem Weiler Schweiler (69) sowie den Wohnplätzen Heinersfeld (7), Heltenbachermühle (7), Ihrenbrück (8), Mützenicherberg (6), Winterscheiderberg (7) und Winterscheidermühle (10)
- Winterspelt (685) mit dem Dorf Ihren (86), den Weilern Elcherath (81), Eigelscheid (89), Hemmeres (40) und Wallmerath (96) sowie den Wohnplätzen Astert (6), Breitenfenn (21), Einzelborn (7) und der Kolonie Heckhuscheider Straße (13)

Mützenich gehörte 1885 noch zur Gemeinde Winterscheid und wurde erst später eine eigenständige Gemeinde.
Insgesamt lebten 1843 im Bürgermeistereibezirk 1.074 Menschen in 182 Wohnhäusern, alle Einwohner waren katholisch. Es gab in Winterspelt eine Kirche, Kapellen gab es in Elcherath, Langenfeld (Großlangenfeld), Mützenich, Urb und Winterscheid; die drei Schulen standen in Elcherath, Winterscheid und Winterspelt.
Bei einer statistischen Erhebung aus dem Jahr 1885 wurden 1.565 Einwohner in 273 Haushalten gezählt; bis auf 13 evangelische waren die Einwohner weit überwiegend katholisch; die Fläche der zugehörenden Gemeinden betrug insgesamt 4.618 Hektar, davon waren 618 Hektar Ackerland, 340 Hektar Wiesen und 953 Hektar Wald.

## Geschichte
Alle Ortschaften im Verwaltungsbezirk der Bürgermeisterei Winterscheid gehörten vor 1794 zum Fürstentum Prüm bzw. seit der zweiten Hälfte des 18. Jahrhunderts zum kurtrierischen Amt Prüm und waren den Schultheißereien Bleialf und Winterspelt zugeordnet. Ein Teil von Mützenich gehörte zur Herrschaft Schönberg bzw. zuletzt zum kurtrierischen Amt Schönberg und wurde von Amelscheid (heute Ortsteil von Sankt Vith in Belgien) aus verwaltet. Im Jahr 1794 hatten französische Revolutionstruppen das Linke Rheinufer besetzt. Unter der französischen Verwaltung waren die genannten Ortschaften von 1798 an dem Kanton Schönberg zugeordnet, der zum Arrondissement Prüm im Saardepartement gehörte.
Aufgrund der Beschlüsse auf dem Wiener Kongress wurden 1815 wesentliche Teile des Rheinlands dem Königreich Preußen zugeordnet. Unter der preußischen Verwaltung wurden im Jahr 1816 Regierungsbezirke und Kreise neu gebildet, linksrheinisch behielt Preußen in der Regel die Verwaltungsbezirke der französischen Mairies vorerst bei. Die Bürgermeisterei Winterscheid entsprach insoweit der vorherigen Mairie Winterscheid. Unter der preußischen Verwaltung gehörte die Bürgermeisterei Winterscheid zum Kreis Prüm im Regierungsbezirk Trier und ab 1822 zur Rheinprovinz.
Die Bürgermeistereien Auw, Bleialf und Winterscheid wurden schon in der zweiten Hälfte des 19. Jahrhunderts vom Bleialfer Bürgermeister in Personalunion verwaltet, blieben aber eigenständige Verwaltungsbezirke.
So wie alle Landbürgermeistereien in der Rheinprovinz wurde die Bürgermeisterei Winterscheid 1927 in „Amt Winterscheid“ umbenannt. Im Jahr 1933 wurden die Ämter Auw, Habscheid und Winterscheid aufgelöst und die zugehörenden Gemeinden dem Amt Bleialf zugeordnet, aus dem 1968 vorübergehend die Verbandsgemeinde Bleialf entstand. Seit 1971 gehören alle Gemeinden der früheren Bürgermeisterei Winterscheid der Verbandsgemeinde Prüm im Eifelkreis Bitburg-Prüm in Rheinland-Pfalz an.